# Segunda División de España 1970-71
La temporada 1970–71 de la Segunda División de España de fútbol corresponde a la 40.ª edición del campeonato y se disputó entre el 6 de septiembre de 1970 y el 6 de junio de 1971. Posteriormente se disputó la promoción de permanencia entre el 13 de junio y el 20 de junio.
El campeón de Segunda División fue el Real Betis.

## Sistema de competición
La Segunda División de España 1970/71 fue organizada por la Federación Española de Fútbol (RFEF).
El campeonato contó con la participación de 20 clubes y se disputó siguiendo un sistema de liga, de modo que todos los equipos se enfrentaron entre sí, todos contra todos en dos ocasiones -una en campo propio y otra en campo contrario- sumando un total de 38 jornadas. El orden de los encuentros se decidió por sorteo antes de empezar la competición.
Los cuatro primeros clasificados ascendieron directamente a Primera División.
Los tres últimos clasificados descendieron directamente a Tercera División, mientras que los cuatro equipos clasificados entre el decimocuarto y el decimoséptimo lugar jugaron la promoción de permanencia ante los cuatro subcampeones de Tercera División.

## Clubes participantes
| Datos de ascensos y descensos con respecto a la temporada anterior |
| --- |
| RC Deportivo de La Coruña, Real Mallorca y Pontevedra CF descienden de Primera División. Real Gijón CF, CD Málaga y RCD Español ascienden a Primera División. Bilbao Atlético, Atlético Osasuna, CD Ilicitano, Real Valladolid, Real Murcia, UD Salamanca y CD Orense descienden a Tercera División. Cádiz CF, Hércules CF, UP Langreo, CD Logroñés, CD Colonia Moscardó, Real Santander SD y Villarreal CF ascienden a Segunda División. |

| Equipo                              | Ciudad                | Estadio           |
| ----------------------------------- | --------------------- | ----------------- |
| Real Betis Balompié                 | Sevilla               | Benito Villamarín |
| Burgos Club de Fútbol               | Burgos                | El Plantío        |
| Cádiz Club de Fútbol                | Cádiz                 | Ramón de Carranza |
| Club de Fútbol Calvo Sotelo         | Puertollano           | Calvo Sotelo      |
| Club Deportivo Castellón            | Castellón de la Plana | Castalia          |
| Córdoba Club de Fútbol              | Córdoba               | El Arcángel       |
| Real Club Deportivo de La Coruña    | La Coruña             | Riazor            |
| Club Ferrol                         | Ferrol                | Manuel Rivera     |
| Hércules Club de Fútbol             | Alicante              | La Viña           |
| Unión Popular de Langreo            | Langreo               | Ganzábal          |
| Club Deportivo Logroñés             | Logroño               | Las Gaunas        |
| Real Mallorca                       | Palma de Mallorca     | Luis Sitjar       |
| Club Deportivo Colonia Moscardó     | Madrid                | Román Valero      |
| Onteniente Club de Fútbol           | Onteniente            | El Clariano       |
| Real Oviedo Club de Fútbol          | Oviedo                | Carlos Tartiere   |
| Pontevedra Club de Fútbol           | Pontevedra            | Pasarón           |
| Agrupación Deportiva Rayo Vallecano | Madrid                | Vallecas          |
| Club Deportivo San Andrés           | Barcelona             | San Andrés        |
| Real Santander Sociedad Deportiva   | Santander             | El Sardinero      |
| Villarreal Club de Fútbol           | Villarreal            | El Madrigal       |

## Clasificación y resultados

### Clasificación
| Pos. | Equipo                        | Pts. | PJ | G  | E  | P  | GF | GC | Dif. | Clasificación                     |
| ---- | ----------------------------- | ---- | -- | -- | -- | -- | -- | -- | ---- | --------------------------------- |
| 1    | Real Betis (C, A)             | 53   | 38 | 20 | 13 | 5  | 54 | 28 | +26  | Ascenso a Primera División        |
| 2    | Burgos C. F. (A)              | 45   | 38 | 19 | 7  | 12 | 46 | 30 | +16  | Ascenso a Primera División        |
| 3    | R. C. Deportivo La Coruña (A) | 45   | 38 | 18 | 9  | 11 | 44 | 32 | +12  | Ascenso a Primera División        |
| 4    | Córdoba C. F. (A)             | 45   | 38 | 17 | 11 | 10 | 50 | 30 | +20  | Ascenso a Primera División        |
| 5    | A. D. Rayo Vallecano          | 45   | 38 | 18 | 9  | 11 | 51 | 29 | +22  |                                   |
| 6    | C. D. Castellón               | 43   | 38 | 16 | 11 | 11 | 40 | 31 | +9   |                                   |
| 7    | C. D. San Andrés              | 40   | 38 | 14 | 12 | 12 | 34 | 36 | −2   |                                   |
| 8    | Club Ferrol                   | 40   | 38 | 16 | 8  | 14 | 39 | 43 | −4   |                                   |
| 9    | R. C. D. Mallorca             | 40   | 38 | 12 | 16 | 10 | 43 | 35 | +8   |                                   |
| 10   | Pontevedra C. F.              | 40   | 38 | 15 | 10 | 13 | 44 | 41 | +3   |                                   |
| 11   | Hércules C. F.                | 37   | 38 | 13 | 11 | 14 | 39 | 48 | −9   |                                   |
| 12   | Cádiz C. F.                   | 37   | 38 | 11 | 15 | 12 | 32 | 40 | −8   |                                   |
| 13   | Real Santander                | 36   | 38 | 15 | 6  | 17 | 48 | 50 | −2   |                                   |
| 14   | Real Oviedo C. F.             | 34   | 38 | 12 | 10 | 16 | 41 | 37 | +4   | Acceso a Promoción de permanencia |
| 15   | C. D. Logroñés                | 33   | 38 | 10 | 13 | 15 | 35 | 38 | −3   | Acceso a Promoción de permanencia |
| 16   | Villarreal C. F.              | 32   | 38 | 11 | 10 | 17 | 37 | 55 | −18  | Acceso a Promoción de permanencia |
| 17   | U. P. Langreo                 | 32   | 38 | 11 | 10 | 17 | 24 | 42 | −18  | Acceso a Promoción de permanencia |
| 18   | Onteniente C. F. (D)          | 31   | 38 | 8  | 15 | 15 | 30 | 47 | −17  | Descenso a Tercera División       |
| 19   | C. F. Calvo Sotelo (D)        | 29   | 38 | 11 | 7  | 20 | 38 | 48 | −10  | Descenso a Tercera División       |
| 20   | C. D. Colonia Moscardó (D)    | 23   | 38 | 6  | 11 | 21 | 22 | 51 | −29  | Descenso a Tercera División       |

 Fuente: BDFútbol
Criterios de clasificación: Puntos · Diferencia de goles · Goles a favor · Play-off

### Resultados
| Local \ Visitante         | BET | BUR | CAD | CAL | CAS | COR | DEP | FER | HER | LAN | LOG | MLL | MOS | ONT | OVI | PON | RAY | RSA | SAD | VIL |
| ------------------------- | --- | --- | --- | --- | --- | --- | --- | --- | --- | --- | --- | --- | --- | --- | --- | --- | --- | --- | --- | --- |
| Real Betis                | —   | 1–0 | 1–0 | 2–1 | 4–0 | 0–1 | 1–1 | 4–0 | 3–0 | 3–0 | 3–2 | 2–0 | 2–1 | 1–0 | 1–0 | 2–0 | 1–1 | 3–1 | 3–1 | 1–1 |
| Burgos C. F.              | 1–0 | —   | 5–0 | 3–0 | 1–0 | 1–0 | 3–1 | 2–1 | 1–0 | 2–0 | 0–0 | 1–1 | 1–0 | 4–0 | 1–1 | 2–0 | 2–0 | 3–1 | 3–1 | 2–1 |
| Cádiz C. F.               | 1–1 | 3–1 | —   | 3–0 | 0–0 | 1–1 | 3–1 | 0–0 | 0–0 | 0–0 | 1–1 | 1–0 | 1–0 | 0–0 | 0–1 | 0–0 | 0–0 | 3–0 | 2–0 | 1–2 |
| C. F. Calvo Sotelo        | 3–1 | 0–1 | 1–2 | —   | 2–2 | 1–1 | 0–1 | 3–0 | 1–1 | 1–0 | 1–1 | 3–1 | 2–0 | 2–2 | 1–0 | 1–0 | 0–1 | 3–2 | 3–0 | 4–0 |
| C. D. Castellón           | 0–1 | 1–0 | 1–1 | 0–0 | —   | 1–0 | 0–0 | 2–0 | 3–0 | 2–0 | 1–0 | 0–0 | 3–0 | 2–0 | 2–0 | 2–0 | 2–0 | 2–1 | 0–2 | 1–1 |
| Córdoba C. F.             | 1–1 | 3–0 | 0–0 | 2–1 | 1–0 | —   | 1–1 | 2–1 | 2–1 | 2–1 | 3–1 | 0–0 | 2–0 | 3–1 | 0–0 | 1–2 | 4–1 | 1–0 | 3–0 | 5–1 |
| R. C. Deportivo La Coruña | 3–1 | 2–1 | 1–0 | 1–0 | 1–0 | 1–0 | —   | 2–2 | 4–1 | 2–0 | 1–0 | 2–1 | 3–1 | 4–0 | 1–0 | 1–0 | 1–0 | 2–0 | 0–0 | 2–0 |
| Club Ferrol               | 0–0 | 1–0 | 0–1 | 1–0 | 0–1 | 1–0 | 1–0 | —   | 3–0 | 4–0 | 4–1 | 2–0 | 3–1 | 1–0 | 2–0 | 2–1 | 1–0 | 1–1 | 1–1 | 1–0 |
| Hércules C. F.            | 0–0 | 1–0 | 2–0 | 2–0 | 1–1 | 2–2 | 0–0 | 2–0 | —   | 1–0 | 0–0 | 3–1 | 2–1 | 1–1 | 1–1 | 3–1 | 1–0 | 4–1 | 1–0 | 2–1 |
| U. P. Langreo             | 0–0 | 0–0 | 0–1 | 0–2 | 0–0 | 1–0 | 1–0 | 0–1 | 0–0 | —   | 2–0 | 0–0 | 2–0 | 1–0 | 1–0 | 3–1 | 0–0 | 1–0 | 1–1 | 2–1 |
| C. D. Logroñés            | 2–2 | 0–1 | 3–1 | 3–1 | 0–1 | 0–0 | 0–0 | 0–0 | 1–0 | 0–2 | —   | 0–0 | 4–1 | 2–0 | 0–1 | 1–1 | 1–0 | 4–1 | 1–0 | 3–0 |
| R. C. D. Mallorca         | 0–1 | 2–1 | 2–1 | 3–0 | 1–2 | 0–1 | 2–1 | 1–1 | 2–2 | 3–0 | 3–0 | —   | 5–1 | 1–1 | 1–0 | 2–1 | 1–1 | 4–2 | 0–0 | 2–1 |
| C. D. Colonia Moscardó    | 0–0 | 0–0 | 0–0 | 2–1 | 1–1 | 0–2 | 2–0 | 1–2 | 2–0 | 1–1 | 0–0 | 1–1 | —   | 1–0 | 0–0 | 0–0 | 0–3 | 0–1 | 0–0 | 1–0 |
| Onteniente C. F.          | 1–1 | 4–0 | 0–0 | 2–0 | 1–0 | 0–0 | 1–0 | 1–1 | 2–1 | 3–2 | 1–1 | 0–0 | 0–1 | —   | 2–1 | 2–2 | 0–0 | 0–1 | 1–0 | 2–2 |
| Real Oviedo C. F.         | 0–0 | 2–1 | 1–2 | 0–0 | 3–2 | 3–2 | 3–2 | 6–1 | 4–1 | 4–1 | 0–0 | 0–1 | 2–0 | 3–0 | —   | 1–2 | 0–1 | 0–0 | 1–0 | 0–0 |
| Pontevedra C. F.          | 5–2 | 0–0 | 2–2 | 2–0 | 1–1 | 2–0 | 1–0 | 2–0 | 2–0 | 2–0 | 2–1 | 0–0 | 1–0 | 2–0 | 0–0 | —   | 2–1 | 1–0 | 0–2 | 3–0 |
| A. D. Rayo Vallecano      | 0–1 | 1–2 | 6–0 | 2–0 | 3–0 | 2–1 | 1–1 | 2–0 | 1–0 | 2–0 | 1–0 | 0–0 | 2–1 | 0–0 | 1–0 | 4–2 | —   | 2–0 | 3–0 | 3–0 |
| Real Santander            | 0–1 | 1–0 | 5–1 | 2–0 | 2–1 | 0–0 | 2–0 | 1–0 | 4–1 | 0–1 | 0–2 | 1–1 | 1–0 | 3–0 | 3–2 | 2–0 | 3–3 | —   | 2–0 | 2–0 |
| C. D. San Andrés          | 0–0 | 1–0 | 1–0 | 1–0 | 3–1 | 2–1 | 2–0 | 2–0 | 2–0 | 1–1 | 1–0 | 1–1 | 0–0 | 2–1 | 2–0 | 1–1 | 0–2 | 2–1 | —   | 1–1 |
| Villarreal C. F.          | 1–3 | 0–0 | 1–0 | 1–0 | 0–2 | 0–2 | 1–1 | 3–0 | 1–2 | 2–0 | 2–0 | 1–0 | 3–2 | 1–1 | 2–1 | 2–0 | 2–1 | 1–1 | 1–1 | —   |

## Promoción de permanencia
En la promoción de permanencia jugaron Real Oviedo CF, CD Logroñés, Villarreal CF y UP Langreo, que se enfrentaron a los equipos de Tercera División CD Cartagena, Gerona CF, CD Orense y Palencia CF.
La promoción se jugó a doble partido a ida y vuelta con los siguientes resultados:
| 13 de junio de 1971 | CD Logroñés | 3:0 | CD Cartagena | Estadio de Las Gaunas, Logroño |  |
|                     |             |     |              | Asistencia: ??? espectadores   |  |

| 20 de junio de 1971 | CD Cartagena | 2:0 | CD Logroñés | Estadio de El Almarjal, Cartagena |  |
|                     |              |     |             | Asistencia: ??? espectadores      |  |

- El CD Logroñés permanece en Segunda división.

| 13 de junio de 1971 | Gerona CF | 1:2 | Villarreal CF | Municipal de Montilivi, Gerona |  |
|                     |           |     |               | Asistencia: ??? espectadores   |  |

| 20 de junio de 1971 | Villarreal CF | 2:0 | Gerona CF | Estadio El Madrigal, Villarreal |  |
|                     |               |     |           | Asistencia: ??? espectadores    |  |

- El Villarreal CF permanece en Segunda división.

| 13 de junio de 1971 | Real Oviedo CF | 2:0 | Palencia CF | Estadio Carlos Tartiere, Oviedo |  |
|                     |                |     |             | Asistencia: ??? espectadores    |  |

| 20 de junio de 1971 | Palencia CF | 1:2 | Real Oviedo CF | Estadio La Balastera, Palencia |  |
|                     |             |     |                | Asistencia: ??? espectadores   |  |

- El Real Oviedo CF permanece en Segunda división.

| 13 de junio de 1971 | CD Orense | 1:1 | UP Langreo | Estadio José Antonio, Orense |  |
|                     |           |     |            | Asistencia: ??? espectadores |  |

| 20 de junio de 1971 | UP Langreo | 3:1 | CD Orense | Estadio Ganzábal, Langreo    |  |
|                     |            |     |           | Asistencia: ??? espectadores |  |

- El UP Langreo permanece en Segunda división.

## Resumen
Campeón de Segunda División:
| - Real Betis Balompié |

Ascienden a Primera División:
| - Real Betis Balompié | - Burgos Club de Fútbol | - Real Club Deportivo de La Coruña | - Córdoba Club de Fútbol |

Descienden a Tercera División: 
| - Onteniente Club de Fútbol - Club de Fútbol Calvo Sotelo - Club Deportivo Colonia Moscardó |